# Imperial Hero
Imperial Hero es un juego de rol online multijugador masivo (MMORPG) gratuito, desarrollado por la empresa búlgara Imperia Online S.A.U. Por primera vez aparece en la web en 2009, después de un año de desarrollo del concepto y la jugabilidad.   Imperial Hero es traducido a 27 idiomas. En 2015, Imperia Online S.A.U. lanza una nueva versión del juego: Imperial Hero II, que se publica para Android, Facebook y web.   En 2017, el juego es publicado por Destiny Development en Rusia.

## Jugabilidad
Imperial Hero es un juego multiplataforma, basado en el Imperio Ayarr y consiste de 32 provincias. Al crear su personaje, cada jugador es distribuido en una de las tres facciones del imperio: Haroda, Farolín o Sonoria, que están en conflicto entre sí.
Los jugadores pueden elegir entre tres tipos de "héroes": guardabosques, guerreros y místicos, como cada clase tiene sus puntos fuertes y débiles. Los personajes en el juego ganan puntos de experiencia derrotando enemigos: humanoides o monstruos. Cada personaje tiene un perfil personal y puede adquirir títulos semanalmente, y algunos de ellos van acompañados de bonos. Se anima a los jugadores unirse en gremios y ayudarse mutuamente para sobrevivir y prosperar en el Imperio Ayarr. Además, los jugadores controlan a su héroe, que es el líder de un grupo de hasta 5 mercenarios. Héroes y mercenarios pueden especializarse en una de las 6 clases que tienen diferentes hechizos y habilidades. Cada miembro del grupo puede equiparse con objetos que mejoran sus cualidades y lo hacen más fuerte. Al derrotar enemigos y completar misiones, el gremio gana experiencia y sube su nivel, lo que a su vez desbloquea más habilidades y da nuevas posibilidades.

### Batalla
En el Imperio Ayarr hay zonas de combate en todas partes, y la fuerza de un gremio es conforme a los diferentes tipos de enemigos. Después del comienzo de la batalla, ella se ejecuta automáticamente y por turnos. Todo lo que hace el jugador antes de eso es crear su grupo de guerreros y comenzar la batalla, luego el resultado se calcula automáticamente. El posicionamiento estratégico de las unidades en el campo de batalla es de gran importancia.
Las derrotas de enemigos pueden traer al jugador objetos raros que se usan para perfeccionar su personaje y los mercenarios.

### Jugador contra jugador (PvP)
En Imperial Hero los jugadores compiten entre sí de muchas formas. Pueden atacarse para saquear recursos, participar en torneos o defender las fronteras de su facción contra los ataques de otras facciones en la patrulla fronteriza. Los ganadores de distintos enfrentamientos entre los jugadores reciben premios semanales, que dependen de su desempeño.

### Artesanía
Los jugadores pueden elegir una de las tres profesiones principales y una de las seis profesiones secundarias, que les permiten elaborar cualquier tipo de objetos, desde consumibles hasta equipos de combate. Además, tienen que recorrer las provincias para reunir los materiales necesarios para la elaboración. Sin embargo, esto puede ponerlos en riesgo de ser atacados y robados por otros jugadores. Una vez recogidos los materiales necesarios, se procesan y se usan para la elaboración de algunos de los artefactos en el juego.

### Reputación y títulos
Los jugadores pueden mejorar su reputación en las distintas facciones y subfacciones del Imperio Ayarr, completando misiones y derrotando enemigos. Por un lado, una buena reputación otorga bonos al héroe en forma de descuentos en las tiendas y, por otro lado, le otorga títulos honoríficos. La mayoría de los títulos también llevan premios, pero cuanto más raro sea el título, mayor será el premio para el héroe.

### Comercio
Los jugadores de todas las facciones pueden intercambiar recursos, consumibles, objetos y bienes raros. Estas acciones se realizan a través de la subasta de juegos y el mercado de recursos. La economía del juego permite el intercambio libre de la mayoría de los bienes, y los jugadores experimentados incluso pueden acumular riquezas.

### Gremios
Los jugadores pueden formar gremios de hasta 50 personas. Esto les da la oportunidad de enviarse mensajes personales, compartir recursos y lograr objetivos comunes. Además, cada gremio puede construir su propio castillo, al que solo pueden acceder ellos. La construcción de estructuras adicionales en el castillo proporciona bonos a todos los miembros del gremio. Los gremios pueden atacar los castillos de otros para saquear sus recursos y dañar sus edificios. Los jugadores participan en los ataques con sus propios grupos y compiten contra los defensores del gremio. Los gremios también consisten en guarniciones. Se trata de grupos numerosos de mercenarios leales al gremio. Ellos ayudan en los ataques a otros castillos, así como durante la defensa del castillo del gremio.

### Bosses en los mundos
El momento del Boss llega cuando una criatura amenazante y extremadamente poderosa aparece en el Imperio Ayarr para aterrorizar a los jugadores. La única forma de derrotarlo es aliarse contra él. Por atacar y derrotar al boss, los jugadores reciben grandes recompensas.
En 2019, comenzó el primer Maratón invernal, durante el que los jugadores pasaban por un programa de 10 días en el que debían derrotar al boss, compitiendo entre sí y embarcándose en aventuras en una isla antigua.

## Edificios
Taberna: la taberna es el lugar donde los jugadores pueden encontrar todas las misiones. También, los héroes pueden trabajar allí para ganar oro. La cantidad de oro que se recibe depende de cuánto tiempo han trabajado y aumenta con sus niveles en el juego.
Tienda de armas: en esta tienda los jugadores pueden comprar y vender armas, como cada 15 minutos aparecen artículos nuevos. Los jugadores pueden adquirir nuevas armas a cambio de diamantes y, con cada actualización, tienen la oportunidad de adquirir otras armas más poderosas. El equipamiento del héroe se puede reparar en la tienda. Esto es necesario porque su resistencia disminuye cuando se usa en una batalla, y más aún cuando el héroe muere en una batalla.
Tienda de armaduras: aquí los jugadores tienen la oportunidad de comprar y vender armaduras. Los artículos se actualizan cada 15 minutos y los jugadores pueden comprar armaduras nuevas a cambio de diamantes. Con cada actualización tienen la oportunidad de adquirir armaduras más fuertes. Tanto las armas, como las armaduras se pueden reparar en la tienda, porque su durabilidad disminuye cuando se usan o el héroe muere en una batalla.
Tienda de joyas: la tienda sirve a los jugadores para intercambiar joyas, como cada 15 minutos aparecen nuevos artículos. Los jugadores pueden cargar joyas nuevas instantáneamente a cambio de diamantes, y con cada actualización de joyas tienen la oportunidad de comprar artículos diferentes y más fuertes. Las joyas también se pueden reparar después de perder su tenacidad como resultado de una batalla o si el héroe muere en una batalla.
Enfermería: la salud y el espíritu del héroe se pueden curar a cambio de un pago, y se pueden intercambiar varias pociones curativas. Cada 15 minutos aparecen nuevos artículos y los jugadores pueden comprar una nueva poción por diamantes. Con cada actualización tienen la oportunidad de comprar pociones diferentes y más fuertes. Además, aquí se puede reparar el equipamiento del héroe.
Templo: el templo es el lugar donde los jugadores pueden recibir un premio gratuito, en forma de cofre de objetos, cada 12 horas. A cambio de diamantes, pueden recibir más de un cofre.

## Idiomas
| búlgaro | inglés    | portugués | portugués brasileño |
| español | italiano  | rumano    | turco               |
| serbio  | croata    | polaco    | alemán              |
| arábica | francés   | ruso      | ucranio             |
| checo   | macedónio | griego    | sueco               |
| japonés | hindi     | holandés  | esloveno            |
| albanés | hebreo    | eslovaco  |                     |

## Nominaciones y premios
- Nominación al mejor mundo
- Nominado al mejor estilo / arte visual
- Nominación al mejor juego para dispositivos móviles "TIGA Games Industry Awards 2016":[3]
- Nominado al premio "Juego del año" de TIGA
- Nominado al premio de mejor juego de estrategia del año
- Nominado al premio de mejor juego de rol del año
- Concurso nacional "Empresa innovadora del año" [4]
- Ha ganado un reconocimiento como producto innovador